# Scheherazade (yacht)
För andra betydelser, se Scheherazade (olika betydelser).
M/Y Scheherazade är en megayacht tillverkad av Lürssen i Tyskland. Hon sjösattes 2019 och slutfördes året därpå. Den levererades senare till en ej namngiven köpare i Mellanöstern. I mars 2022 rapporterade nyhetsmedia om att Rysslands president Vladimir Putin skulle vara den egentliga ägaren men inget är dock bekräftat. Scheherazade designades exteriört av Espen Øino medan interiören designades av François Zuretti. Den är 140 meter lång och två helikopterplattor.
Byggkostnaden för megayachten ska uppskattningsvis ha varit på omkring 700 miljoner amerikanska dollar.